# (37860) 1998 FP4
1998 FP4 (asteroide 37860) é um asteroide da cintura principal. Possui uma excentricidade de 0.05967960 e uma inclinação de 21.56097º.
Este asteroide foi descoberto no dia 23 de março de 1998 por Spacewatch em Kitt Peak.